# Alexandra Dulgheru
Alexandra Dulgheru (Bucarest, 30 maggio 1989) è una tennista rumena inattiva dal 2021.

## Carriera
Alexandra Dulgheru fa il suo esordio nel circuito WTA giocando le qualificazioni del torneo di Varsavia nel 2009. In questa circostanza riuscirà abbastanza incredibilmente e contro pronostico ad aggiudicarsi il torneo battendo avversarie con una classifica migliore della sua come Sara Errani, Daniela Hantuchová e Al'ona Bondarenko.
L'anno seguente vince ancora una volta il torneo di Varsavia contro la cinese Jie Zheng.
A distanza di 5 anni torna a disputare una finale WTA, a Kuala Lumpur. Tuttavia perde contro Caroline Wozniacki, 6-4 2-6 1-6.

## Statistiche

### Singolare

#### Vittorie (2)
| Legenda               |
| --------------------- |
| Grande Slam (0)       |
| Ori Olimpici (0)      |
| WTA Finals (0)        |
| Premier Mandatory (0) |
| Premier 5 (0)         |
| Premier (2)           |
| International (0)     |

| N. | Data           | Torneo                    | Superficie  | Avversario in finale | Punteggio        |
| 1. | 23 maggio 2009 | Warsaw Open, Varsavia     | Terra rossa | Al'ona Bondarenko    | 7-6(3), 3-6, 6-0 |
| 2. | 22 maggio 2010 | Warsaw Open, Varsavia (2) | Terra rossa | Zheng Jie            | 6-3, 6-4         |

#### Sconfitte (1)
| Legenda               |
| --------------------- |
| Grande Slam (0)       |
| Argenti Olimpici (0)  |
| WTA Finals (0)        |
| Premier Mandatory (0) |
| Premier 5 (0)         |
| Premier (0)           |
| International (1)     |

| N. | Data         | Torneo                           | Superficie | Avversario in finale | Punteggio     |
| 1. | 8 marzo 2015 | BMW Malaysian Open, Kuala Lumpur | Cemento    | Caroline Wozniacki   | 6-4, 2-6, 1-6 |

### Doppio

#### Sconfitte (2)
| Legenda               |
| --------------------- |
| Grande Slam (0)       |
| Argenti Olimpici (0)  |
| WTA Finals (0)        |
| Premier Mandatory (0) |
| Premier 5 (0)         |
| Premier (0)           |
| International (2)     |

| N. | Data            | Torneo                  | Superficie  | Compagna             | Avversarie in finale                    | Punteggio |
| 1. | 23 ottobre 2010 | Tashkent Open, Tashkent | Cemento     | Magdaléna Rybáriková | Aleksandra Panova Tat'jana Puček        | 3-6, 4-6  |
| 2  | 21 luglio 2013  | Swedish Open, Båstad    | Terra rossa | Flavia Pennetta      | Anabel Medina Garrigues Klára Koukalová | 1-6, 4-6  |

## Grand Slam Junior

### Doppio

#### Sconfitte (1)
| Tornei del Grande Slam  |
| ----------------------- |
| Australian Open (0)     |
| Open di Francia (0)     |
| Torneo di Wimbledon (1) |
| US Open (0)             |

| N. | Data          | Torneo                      | Superficie | Compagna            | Avversarie in finale                      | Punteggio |
| 1. | 8 luglio 2006 | Torneo di Wimbledon, Londra | Erba       | Kristina Antonijčuk | Anastasija Pavljučenkova Alisa Klejbanova | 1-6, 2-6  |

## Risultati in progressione
| Sigla | Risultato               |
| ----- | ----------------------- |
| V     | Vincitore               |
| F     | Finalista               |
| SF    | Semifinalista           |
| O     | Oro olimpico            |
| A     | Argento olimpico        |
| SF    | Bronzo olimpico         |
| QF    | Quarti di Finale        |
| 4T    | Quarto turno            |
| 3T    | Terzo turno             |
| 2T    | Secondo turno           |
| 1T    | Primo turno             |
| RR    | Round Robin             |
| LQ    | Turno di qualificazione |
| A     | Assente                 |
| ND    | Non disputato           |

| Legenda superfici    |
| -------------------- |
| Cemento              |
| Terra battuta        |
| Erba                 |
| Superficie variabile |

### Singolare
| Tornei del Grande Slam |      |               |               |               |     |     |     |     |       |
| Australian Open        | A    | A             | 1T            | 1T            | 1T  | A   | Q2  | 1T  | 0–4   |
| Open di Francia        | A    | A             | 3T            | 2T            | A   | A   | Q2  |     | 3–2   |
| Wimbledon              | A    | A             | 3T            | 2T            | A   | A   | Q2  |     | 3–2   |
| US Open                | A    | 1T            | 3T            | 2T            | A   | 2T  | 2T  |     | 5–5   |
| Vittorie-sconfitte     | 0–0  | 0–1           | 6–4           | 3–4           | 0–1 | 1–1 | 1-1 | 0-1 | 11–13 |
| Giochi Olimpici        |      |               |               |               |     |     |     |     |       |
| Giochi olimpici estivi | A    | Non disputato | Non disputato | Non disputato | A   | ND  | ND  |     | 0–0   |
| WTA Premier Mandatory  |      |               |               |               |     |     |     |     |       |
| Indian Wells           | A    | A             | 2T            | 2T            | 1T  | 2T  | A   |     | 2–4   |
| Key Biscayne           | A    | A             | 2T            | QF            | A   | 1T  | A   |     | 4–3   |
| Madrid                 | ND   | A             | 3T            | 1T            | A   | 1T  | Q1  |     | 2–3   |
| Pechino                | NT I | A             | 2T            | 1T            | A   | A   | A   |     | 1–2   |
| WTA Premier 5          |      |               |               |               |     |     |     |     |       |
| Dubai                  | NT I | A             | 2T            | 2T            | A   | A   | A   | Q2  | 2–2   |
| Roma                   | A    | A             | 3T            | 1T            | A   | A   | A   |     | 2–2   |
| Cincinnati             | NT I | LQ            | 1T            | A             | A   | LQ  | Q1  |     | 0–1   |
| Canada                 | A    | LQ            | 1T            | A             | A   | 1T  | A   |     | 0–2   |
| Tokyo                  | A    | A             | 2T            | 1T            | A   | A   | A   |     | 1–2   |
| Carriera               |      |               |               |               |     |     |     |     |       |
| Tornei vinti           | 0    | 1             | 1             | 0             | 0   | 0   | 0   |     | 2     |
| Ranking di fine anno   | 385  | 52            | 29            | 70            | 238 | 157 | 105 |     |       |

## Vittorie contro giocatrici Top 10
| Stagione | 2010 | 2011 | 2012 | 2013 | 2014 | 2015 | Totale |
| Vittorie | 2    | 1    | 0    | 0    | 0    | 2    | 5      |

| #    | Giocatrice         | Ranking | Evento                        | Superficie  | Turno | Punteggio        | Rank. ADR |
| ---- | ------------------ | ------- | ----------------------------- | ----------- | ----- | ---------------- | --------- |
| 2010 |                    |         |                               |             |       |                  |           |
| 1.   | Dinara Safina      | 3       | Internazionali d'Italia, Roma | Terra rossa | 2T    | 6-4, 6(5)-7, 6-1 | 43        |
| 2.   | Elena Dement'eva   | 6       | Madrid Open, Madrid           | Terra rossa | 2T    | 6-1, 3-6, 7-5    | 38        |
| 2011 |                    |         |                               |             |       |                  |           |
| 3.   | Petra Kvitová      | 7       | US Open, New York             | Cemento     | 1T    | 7-6(3), 6-3      | 48        |
| 2015 |                    |         |                               |             |       |                  |           |
| 4.   | Eugenie Bouchard   | 7       | Fed Cup, Montréal             | Cemento (i) | WG RR | 6-4, 6-4         | 69        |
| 5.   | Ekaterina Makarova | 8       | Internazionali d'Italia, Roma | Terra rossa | 3T    | 6-4, 6-3         | 72        |